# Kempenaar

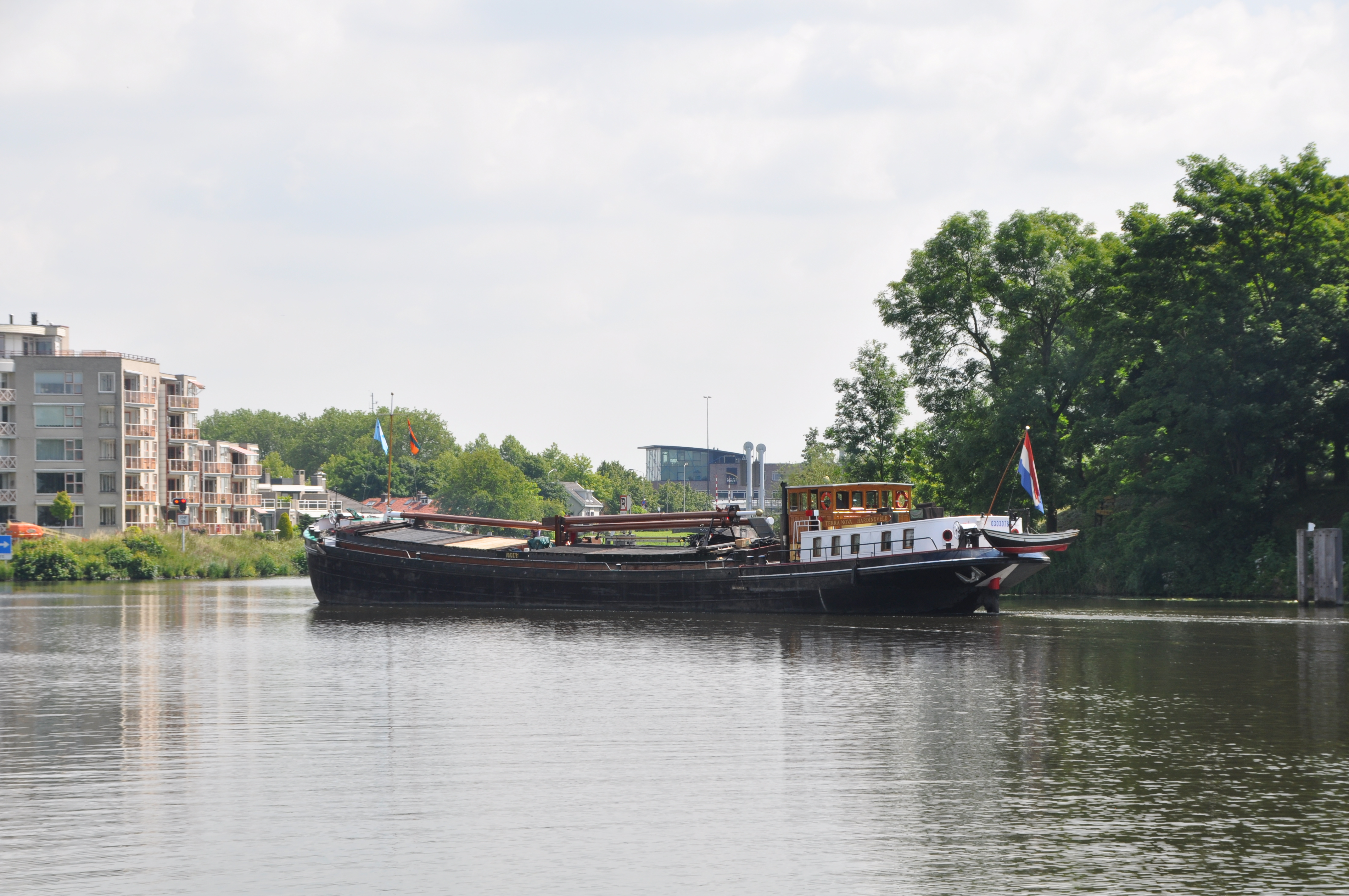
Voorbeeld van een kempenaar: de Terra Nova in Gorinchem

Een kempenaar is een vrachtschip dat speciaal gebouwd is om de smalle en relatief ondiepe kanalen in Zuid-Nederland en Noordoost-België te bevaren. De afmetingen van dit type binnenschip zijn op deze kanalen afgestemd, vooral in verband met de geringe afmetingen van de sluizen: lengte ongeveer 50 m, breedte 6,60 m en laadvermogen 600 t. De naam verwijst naar de Kempen, een streek die een groot deel beslaat van het gebied waarin die kanalen gelegen zijn, met name de Zuid-Willemsvaart en de Kempense kanalen.
Een kempenaar kan zo'n 400 à 600 ton vervoeren en heeft een maximale diepgang van 2,50 meter. Een originele kempenaar is 50 meter lang en 6,60 meter breed. In de indeling van C.E.M.T heeft het CEMT-klasse II.
De Serendiep, gebouwd in 1959 op de werf van De Jong & Smit in IJsselmonde is een kempenaar. Het schip heette vroeger 'Fe', en van 1971 tot 2018 'Anje' en voer als vrachtschip vooral in Nederland, België en Duitsland. Sinds 2018 is het schip in gebruik als drijvend theater en wetenschapsmuseum.